# Trimethoxysilan
Trimethoxysilan ist eine chemische Verbindung aus der Gruppe der Silylether.

## Gewinnung und Darstellung
Trimethoxysilan kann durch Reaktion von Silicium, auf dem Kupfer(II)-chlorid aufgrebracht wurde, unter einem Wasserstoffstrom bei 533 K vorbehandelt und mit Methanol bei 533 K in Kontakt gebracht wird, gewonnen werden.

## Eigenschaften
Trimethoxysilan ist eine leicht entzündbare farblose Flüssigkeit, bei der Hydrolyse in Wasser erfolgt.

## Verwendung
Trimethoxysilan wird als Zwischenprodukt für die Herstellung von Silan verwendet.

## Sicherheitshinweise
Die Dämpfe von Trimethoxysilan können mit Luft ein explosionsfähiges Gemisch (Flammpunkt 9 °C, Zündtemperatur 285 °C) bilden.